# Campanha de conscientização
Uma campanha de conscientização (português brasileiro) ou sensibilização (português europeu) é um conjunto de ações e atividades executadas cujo objetivo é chamar a atenção da sociedade para um determinado tema ou problema e sensibilizar as pessoas sobre a importância de se engajar em ações para solucioná-lo. Elas podem ser realizadas por governos, organizações não governamentais (ONGs), empresas e indivíduos e podem ser dirigidas a diferentes públicos.
As campanhas de conscientização podem ser desenvolvidas para tratar de diversos assuntos, como saúde, meio ambiente, direitos humanos, segurança, entre outros. Elas geralmente envolvem a distribuição de materiais informativos, como panfletos, cartazes e vídeos, além de eventos, palestras, atividades interativas e outras ações que buscam engajar a sociedade.
Além disso, as campanhas de conscientização podem ser planejadas e executadas de maneira a alcançar diferentes objetivos, como:
- Sensibilizar a sociedade sobre o problema ou tema em questão;
- Educar a população sobre os riscos e as formas de prevenção;
- Estimular a participação da sociedade em ações para solucionar o problema;
- Promover mudanças de comportamento e atitudes (por exemplo, em campanhas feministas, como o Chega de Fiu Fiu)
- Apoiar a implementação de políticas públicas e programas para lidar com o problema.

## Exemplos de campanhas de conscientização no Brasil
- Chega de Fiu Fiu — contra o assédio sexual

Campanhas de conscientização com cores e fitas
- Janeiro Branco — pela saúde mental
- Maio Amarelo — prevenção de acidentes de trânsito, cujo símbolo também é a fita amarela.
- Julho Amarelo — contra a hepatite
- Setembro Amarelo — prevenção ao suicídio
- Outubro Rosa — contra o câncer de mama
- Novembro Azul — em prol da saúde do homem
- Dezembro Vermelho — contra a Aids